# My Desire
My Desire é um álbum do cantor Paulo Gonzo, gravado em 1986 com produção de Quico. Neste disco tocam Mário Barreiros (Snare Drum, guitarras), Pedro Barreiros (baixo), Sónia Fati e Quico (coros).

## Músicas
- Ridiculous Love - 04:22 (D. Lavoie/D. De Shaime)
- Over There - 04:48 (Wakefield/Kerr)
- So Do I - 03:29 (T. Clark/C. Elves)
- Steamrollin' - 03:26 (D. Hartman)
- These Arms Of Mine - 04:29 (O. Redding)
- Somewhere In The Night - 05:11 (T. Clark/C. Elves)
- My Desire - 03:46 (D. Harteman/Ames)
- She Is My Song - 03:16 (J. Scott)
- Missing- 03:42 (E. Kaz/S. Goldstein/M. Froom)
- All Over The World - 04:10 (J. Curiale/R. Freeland)

## Referencias
- My Desire, CBS (Portugal), (1986)
- Site oficial